# Coupe de Tunisie de football 1935-1936
Navigation
Coupe de Tunisie 1934-1935 Coupe de Tunisie 1936-1937
La Coupe de Tunisie de football 1935-1936 est la 12e édition de la coupe de Tunisie.
Elle correspond à la fin de règne de l'Union sportive tunisienne qui éprouve beaucoup de difficultés, que ce soit en championnat où elle occupe la dernière place ou en coupe où elle est éliminée en huitièmes de finale. L'Italia de Tunis, équipe composée d'Italiens tout de noir vêtus et adhérents à la discipline de Benito Mussolini, prend la relève en réalisant le triplé : championnat, coupe de Tunisie et coupe d'Afrique du Nord.

## Résultats

### Matchs préliminaires
- Jeunesse olympique de Sfax[2] - Gazelle sportive de Moularès : Forfait
- Sfax railway sport - Étoile sportive du Sahel : 6 - 0

### Premier tour
- Espérance sportive - Racing Club de Tunis : 5 - 0
- Union sportive de Radès - Association sportive de l'École coloniale d'agriculture : 7 - 0
- Métlaoui Sport et Jeunesse sportive de Métlaoui (réunis) - Savoia de Sousse : 4 - 1
- Union sportive béjoise - Club africain : 3 - 3 puis 3 - 1
- Vaillante-Sporting Club de Ferryville - Club athlétique bizertin : 3 - 1
- Italia de Tunis - Savoia de La Goulette  : 4 - 1
- Aquila de Radès - Juventus de Mégrine : 2 - 0
- Stade gaulois - Union sportive souk-arbienne : 10 - 1
- Sporting Club de Tunis - Union sportive de Bou Argoub : 3 - 2
- Sfax railway sport - Jeunesse olympique de Sfax : 5 - 3
- Football Club de Sousse[3] bat Caprera (Sfax)
- Club sportif gabésien - Stade kairouanais : 6 - 1
- Jeunesse sportive d'avant-garde - Kram olympique et Football Club du Kram (réunis) : 4 - 2

### Huitièmes de finale
| Équipe 1                                                 | Équipe 2                  | Score 90' |
| Jeunesse sportive d'avant-garde                          | Espoir sportif municipal  | 8 - 3     |
| Sporting Club de Tunis                                   | Sfax railway sport        | 3 - 1     |
| Vaillante-Sporting Club de Ferryville                    | Union sportive tunisienne | 2 - 1     |
| Jeunesse de Hammam Lif                                   | Stade gaulois             | 2 - 1     |
| Italia de Tunis                                          | Aquila de Radès           | 5 - 1     |
| Football Club de Sousse                                  | Club sportif gabésien     | 4 - 2     |
| Espérance sportive                                       | Union sportive de Radès   | 1 - 0     |
| Métlaoui Sport et Jeunesse sportive de Métlaoui (réunis) | Union sportive béjoise    | 3 - 0     |

### Quarts de finale
| Date       | Équipe 1                              | Équipe 2                                                 | Score 90' |
| 5 janvier  | Jeunesse de Hammam Lif                | Sporting Club de Tunis                                   | 3 - 1     |
| 5 janvier  | Vaillante-Sporting Club de Ferryville | Italia de Tunis                                          | 1 - 1     |
| 12 janvier | Italia de Tunis                       | Vaillante-Sporting Club de Ferryville                    | 2 - 0     |
| 5 janvier  | Jeunesse sportive d'avant-garde       | Football Club de Sousse                                  | 1 - 1     |
| 12 janvier | Football Club de Sousse               | Jeunesse sportive d'avant-garde                          | 4 - 4     |
| 19 janvier | Football Club de Sousse               | Jeunesse sportive d'avant-garde                          | 4 - 1     |
| 5 janvier  | Espérance sportive                    | Métlaoui Sport et Jeunesse sportive de Métlaoui (réunis) | 3 - 2     |

### Demi-finales
| Date       | Équipe 1                | Équipe 2           | Score 90' |
| 20 janvier | Jeunesse de Hammam Lif  | Espérance sportive | 2 - 0     |
| 27 janvier | Football Club de Sousse | Italia de Tunis    | 0 - 2     |

### Repêchage
Le repêchage est organisé pour la qualification en coupe d'Afrique du Nord.
| Équipe 1                | Équipe 2           | Score 90' |
| Football Club de Sousse | Espérance sportive | 3 - 2     |

### Finale
| Date    | Équipe 1        | Équipe 2               | Score 90' |
| 14 juin | Italia de Tunis | Jeunesse de Hammam Lif | 1 - 0     |

Le match est dirigé par l'arbitre fédéral Consolo Ubaldo.

## Source
- La Dépêche tunisienne et Le Petit Matin, rubrique « Sports », 1935-1936